# Zoltán Irén
Zoltán Irén, született Rosenthal (Cegléd, 1903. május 14. – Gedera, 1977. április 22.) magyar opera-énekesnő (koloratúrszoprán).

## Élete
A Zeneakadémián zongoratanulmányokat folytatott, majd magánúton tanult énekelni Hilgermann Lauránál és Szödényi Arankánál. A Budai Színkörben debütált 1926-ban, ahol Strauss A denevér című operájában és Verdi Rigolettójában énekelt, majd vendégként fellépett Miskolcon A sevillai borbélyban. Ugyanebben az évben Sebestyén Géza a Városi Színházhoz szerződtette. 1929-ben a prágai német Operaházhoz hívták, melynek ekkoriban Széll György volt a főzeneigazgatója. Először A sevillai borbélyban lépett a prágai közönség elé. Négy éven keresztül maradt az opera vezető koloratúrszopránja, majd egy évig csehszlovák városokban vendégszerepelt és adott számos hangversenyt. 1934-ben visszatért a budapesti Városi Színház kötelékébe, de továbbra is vendégszerepelt külföldön. 1937-ben hosszabb észak-európai turnéra ment, melynek első állomása az észt főváros, Tallinn volt, ahol Verdi Traviátájában énekelt. 1938-ban fellépett a Magyar Királyi Operaházban. 1939-ben az OMIKE Művészakció színpadán szerepelt. A Magyar Rádió gyakori szereplője volt. A zsidótörvények következtében ellehetetlenült, így a második világháború kitörése előtt elhagyta Magyarországot és Izraelben telepedett le, ahol a Tel-Aviv-i Operaház tagja lett. 1947 októberében hazalátogatott és a Zeneakadémián koncertezett.

## Szerepei
- Donizetti: Lammermoori Lucia – Lucia
- Halévy: A zsidónő – Eudoxia
- Mozart: A varázsfuvola – Az éj királynője
- Offenbach: Hoffmann meséi – Oympia
- Rossini: A sevillai borbély – Rosina
- ifj. Johann Strauss: A denevér – Adél
- Verdi: Rigoletto – Gilda